# Юлбарс-хан
Юлбарс-хан (13 августа 1889 — 27 июля 1971) — китайский уйгурский военачальник, один из руководителей Кумульского восстания.

## Биография
Родился в бедной семье и рано осиротел, но благодаря замужеству старшей сестры оказался на придворной службе у кумульского хана. Когда в 1930 году китайский губернатор Синьцзяна Цзинь Шужэнь упразднил Кумуль, Юлбарс совместно с Ходжой Ниязом подняли восстание против китайских властей, в котором приняли участие разные народы Синьцзяна, а возглавить свои войска предложили хуэйцзу (китайские мусульмане) Ма Чжунъину (не зная о том, что тот заключил тайный договор с Гоминьданом, согласно которому в случае победы он будет признан губернатором Синьцзяна, признав за это верховную власть Гоминьдана). В 1933 году Цзинь Шужэнь был свергнут Шэн Шицаем, и вскоре после этого в Синьцзяне уже шла война между тремя силами: Шэн Шицаем, который опирался на вооружённых им представителей русской белоэмиграции и при этом парадоксальным образом поддерживался силами СССР, кликой Ма, предавшей уйгуров, за которой стоял Гоминьдан, и наиболее радикальными уйгурскими повстанцами, воевавшими на два фронта.
Юлбрас-хан в итоге решил в 1937 году примириться с Гоминьданом и бежал от войск Шэн Шицая в Нанкин. В 1946 году он вернулся в Кумуль, во главе уйгурского отряда сражался в 1949 году в родных землях против коммунистической Народно-освободительной армии Китая. До 1951 года скрывался в Уйгурии, будучи покинут большинством сторонников, затем смог бежать через Тибет в Калькутту и отплыл на пароходе в контролировавшийся Гоминьданом Тайвань, где получил от Чан Кайши номинальную должность губернатора Синьцзяна и прожил до конца жизни. В 1969 году были опубликованы его мемуары.

## Ссылка
- Биографические сведения (недоступная ссылка) в «Истории синьцзянского мятежа»  (кит.)